# Nothoprocta
Nothoprocta is een geslacht uit de vogelfamilie tinamoes en bestaat uit zes soorten. Ze brengen het meeste van hun tijd door op de grond.

## Voorkomen
Deze vogels kunnen tot 36 cm groot worden. Ze zijn grijsbruin met witte en zwarte markeringen. Ze hebben een luide roep.

## Voortplanting
Ze maken hun nest op de grond. Ze leggen grote, glanzende eieren. Wanneer een roofdier in de buurt komt, bedekken ze het nest met veren.

## Verspreiding
Deze vogels leven in open gebieden in het Westen van Zuid-Amerika.

## Voedsel
Deze vogels eten zaden en insecten.

## Taxonomie
- Nothoprocta cinerascens – Cordoba-tinamoe
- Nothoprocta curvirostris – Krombektinamoe
- Nothoprocta ornata – Pisacca-tinamoe
- Nothoprocta pentlandii – Andestinamoe
- Nothoprocta perdicaria – Chileense tinamoe
- Nothoprocta taczanowskii – Taczanowski's tinamoe